# CONCACAFチャンピオンズカップ
CONCACAFチャンピオンズカップ（英: CONCACAF Champions Cup, 西: Copa de Campeones de la CONCACAF）は、北中米カリブ海サッカー連盟（CONCACAF）が主催する、クラブチームによるサッカーの大陸選手権大会である。優勝チームにはコパ・インテルアメリカーナおよびFIFAクラブワールドカップへの出場権が与えられる。

## 概要
1962年から2008年まで行なわれていた「CONCACAFチャンピオンズカップ」が前身で、2008-09シーズンに「CONCACAFチャンピオンズリーグ」に改編され、参加クラブ数も8チームから24チームへと大幅に拡大された。2018年に再度改編を行い、グループリーグを廃止して16チームがトーナメント方式で争っていた。しかし、2024年大会より「CONCACAFチャンピオンズカップ」に再改名され、参加クラブ数も27チームに増加する。
2006年以降メキシコ勢の優勝が続いており、現大会名になった2008-09シーズン以降、メキシコ以外のクラブが決勝に進出したのは、アメリカのレアル・ソルトレイク、ロサンゼルスFC、シアトル・サウンダーズと、カナダのモントリオール・インパクト、トロントFC、バンクーバー・ホワイトキャップスの6クラブしかない。

## 開催方式

### 第1次チャンピオンズカップ時代
幾度もの変遷を経たが、大会の晩年（2004年 - 2008年）は、アメリカ合衆国とメキシコから2チームずつ、コパ・インテルクルベスUNCAFの上位3チーム、CFUクラブチャンピオンシップの優勝チームの計8チームがノックアウトトーナメントで優勝を争った。

### チャンピオンズリーグ時代

#### 2008年 - 2017年
CONCACAFチャンピオンズリーグへの改編に伴い、参加チームが24チームに拡大された。予備予選の勝者8チームとシード8チームが4チーム×4グループに分かれ、ホーム・アンド・アウェーの総当たり戦によるグループリーグを行う。各グループの上位2チームが決勝トーナメントへ進出する。準々決勝の組み合わせは、グループリーグ1位が別のグループのリーグ2位と対戦するよう決められる。グループリーグへのシード権はアメリカ合衆国とメキシコから2チームずつ、中米地区から4チーム（コスタリカ、ホンジュラス、グアテマラ、エルサルバドルかパナマ）の計8チームに与えられる。なお、決勝トーナメントはアウェーゴール方式を適用したホーム・アンド・アウェー形式で行われる。
新しくなった2012-13シーズンのフォーマットでは、参加24チームが3チーム×8グループに分かれ、ホーム・アンド・アウェーの総当たり戦によるグループリーグを行う。各グループの勝者が決勝トーナメントへ進出する。準々決勝以降の組み合わせはグループリーグの成績、すなわち勝ち点と得失点に基づいた「1位vs8位」「4位vs5位」「2位vs7位」「3位vs6位」のタスキがけ方式で決められる。
参加クラブ数
- アメリカ合衆国 - 4
- メキシコ - 4
- カリブ海地区 - 3 ※CFUクラブチャンピオンシップにより決定
- コスタリカ - 2
- グアテマラ - 2
- ホンジュラス - 2
- パナマ - 2
- エルサルバドル - 2
- カナダ - 1 ※カナディアン・チャンピオンシップにより決定
- ベリーズ - 1（2009〜2015シーズンは、スタジアム要件により参加できず）
- ニカラグア - 1（2009〜2011シーズンは、スタジアム要件により参加できず）

スタジアム要件を満たせず、参加できなかったの国の出場枠は、別の中米地区の国の出場枠に加算される。なお、過去に中米サッカー連合の加盟国ではコパ・インテルクルベスUNCAFという予選大会を経てチャンピオンズカップに進出できる権利があったが、2008年にチャンピオンズリーグと改名されて以後は、この大会が廃止となり、加盟国のクラブランキングを基に当大会に出場できるチーム数が制定されるようになった。

#### 2018年 - 2023年
2018シーズンより大幅にフォーマットが変更された。
第1段階（CONCACAFリーグ）
中米地区から13チーム、カリブ海地区から3チームの合計16チームがノックアウトトーナメントを行う。優勝チームが第2段階に進出する。
第2段階（CONCACAFチャンピオンズリーグ
参加16チームがノックアウトトーナメントを行う（グループリーグは採用しない）。
参加クラブ数（2018-19シーズンまで）
- アメリカ合衆国 - 4
- メキシコ - 4
- カナダ - 1
- コスタリカ - 1
- グアテマラ - 1
- ホンジュラス - 1
- パナマ - 1
- エルサルバドル - 1
- カリブ海地区 - 1 ※CFUクラブチャンピオンシップにより決定
- CONCACAFリーグ優勝 - 1

2020シーズンには出場枠の変更が行われ、中米5か国（エルサルバドル・コスタリカ・パナマ・ホンジュラス・グアテマラ）からCONCACAFチャンピオンズリーグに直接出場できる枠はなくなり、CONCACAFリーグから参加することとなった。一方で、CONCACAFリーグについては出場チーム総数が16から22（カナダから1チーム、中米地区から18チーム、カリブ海地区から3チーム）、CONCACAFリーグからCONCACAFチャンピオンズリーグに出場できる枠は6に増やされた。
参加クラブ数（2022-23シーズンまで）
- アメリカ合衆国 - 4
- メキシコ - 4
- カナダ - 1
- カリブ海地区 - 1 ※CFUクラブチャンピオンシップにより決定
- CONCACAFリーグ上位 - 6

### 第2次チャンピオンズカップ時代

#### 2024年 -
2021年9月、CONCACAFは2024年に始まるトーナメントの拡大を発表した。トーナメントは2018年から使用されているノックアウト形式は維持するが、参加クラブは27チームに増加する。2023年6月6日、新しいフォーマットに合わせて、大会名を「CONCACAFチャンピオンズカップ」に改名した事を発表した。

## 結果
| 年度                         | 優勝                                                                   | 結果                         | 準優勝                           |
| CONCACAFチャンピオンズカップ | CONCACAFチャンピオンズカップ                                           | CONCACAFチャンピオンズカップ | CONCACAFチャンピオンズカップ     |
| ---------------------------- | ---------------------------------------------------------------------- | ---------------------------- | -------------------------------- |
| 1962                         | グアダラハラ                                                           | 1 - 0 5 - 0                  | コムニカシオネス                 |
| 1963                         | ハイシャン                                                             | -----1                       | グアダラハラ                     |
| 1967                         | アリアンサ                                                             | 1 - 2 3 - 0                  | ヨン・コロンビア                 |
| 1968                         | トルーカ                                                               | -----1                       |                                  |
| 1969                         | クルス・アスル                                                         | 0 - 0 1 - 0                  | コムニカシオネス                 |
| 1970                         | クルス・アスル                                                         | -----1                       |                                  |
| 1971                         | クルス・アスル                                                         | -----2                       | アラフエレンセ                   |
| 1972                         | オリンピア                                                             | 0 - 0 2 - 0                  | ロビンフッド                     |
| 1973                         | トランスファール                                                       | -----1                       |                                  |
| 1974                         | ムニシパル                                                             | 2 - 1                        | トランスファール                 |
| 1975                         | アトレティコ・エスパニョール                                           | 2 - 0 1 - 1                  | トランスファール                 |
| 1976                         | アギラ                                                                 | 6 - 1 2 - 1                  | ロビンフッド                     |
| 1977                         | クラブ・アメリカ                                                       | 1 - 0 0 - 0                  | ロビンフッド                     |
| 1978                         | ウニベルシダ・デ・グアダラハラ コムニカシオネス ディフェンス・フォース | -----3                       |                                  |
| 1979                         | FAS                                                                    | 1 - 0 8 - 0                  | ヨン・コロンビア                 |
| 1980                         | UNAMプーマス                                                           | -----2                       | ウニベルシダ                     |
| 1981                         | トランスファール                                                       | 1 - 0 1 - 1                  | アトレティコ・マルテ             |
| 1982                         | UNAMプーマス                                                           | 0 - 0 3 - 2                  | ロビンフッド                     |
| 1983                         | アトランテ                                                             | 1 - 1 5 - 0                  | ロビンフッド                     |
| 1984                         | ヴィオレッテ                                                           | -----1                       |                                  |
| 1985                         | ディフェンス・フォース                                                 | 2 - 0 0 - 1                  | オリンピア                       |
| 1986                         | アラフエレンセ                                                         | 4 - 1 1 - 1                  | トランスファール                 |
| 1987                         | クラブ・アメリカ                                                       | 1 - 1 2 - 0                  | ディフェンス・フォース           |
| 1988                         | オリンピア                                                             | 2 - 0                        | ディフェンス・フォース           |
| 1989                         | UNAMプーマス                                                           | 1 - 1 3 - 1                  | ピナル・デル・リオ               |
| 1990                         | クラブ・アメリカ                                                       | 2 - 2 6 - 0                  | ピナル・デル・リオ               |
| 1991                         | プエブラ                                                               | 3 - 1 1 - 1                  | ポリス                           |
| 1992                         | クラブ・アメリカ                                                       | 1 - 0                        | アラフエレンセ                   |
| 1993                         | サプリサ                                                               | -----2                       | レオン                           |
| 1994                         | カルタヒネス                                                           | 3 - 2                        | アトランテ                       |
| 1995                         | サプリサ                                                               | -----2                       | ムニシパル                       |
| 1996                         | クルス・アスル                                                         | -----2                       | ネカクサ                         |
| 1997                         | クルス・アスル                                                         | 5 - 3                        | ロサンゼルス・ギャラクシー       |
| 1998                         | D.C. ユナイテッド                                                      | 1 - 0                        | トルーカ                         |
| 1999                         | ネカクサ                                                               | 2 - 1                        | アラフエレンセ                   |
| 2000                         | ロサンゼルス・ギャラクシー                                             | 3 - 2                        | オリンピア                       |
| 2002                         | パチューカ                                                             | 1 - 0                        | モナルカス・モレリア             |
| 2003                         | トルーカ                                                               | 3 - 3 2 - 1                  | モナルカス・モレリア             |
| 2004                         | アラフエレンセ                                                         | 1 - 1 4 - 0                  | サプリサ                         |
| 2005                         | サプリサ                                                               | 2 - 0 1 - 2                  | UNAMプーマス                     |
| 2006                         | クラブ・アメリカ                                                       | 0 - 0 2 - 1 aet              | トルーカ                         |
| 2007                         | パチューカ                                                             | 2 - 2 0 - 0 aet (PK 7 - 6)   | グアダラハラ                     |
| 2008                         | パチューカ                                                             | 1 - 1 2 - 1                  | サプリサ                         |
| CONCACAFチャンピオンズリーグ |                                                                        |                              |                                  |
| 2008-09                      | アトランテ                                                             | 2 - 0 0 - 0                  | クルス・アスル                   |
| 2009-10                      | パチューカ                                                             | 1 - 2 AG 1 - 0 AG            | クルス・アスル                   |
| 2010-11                      | モンテレイ                                                             | 2 - 2 1 - 0                  | レアル・ソルトレイク             |
| 2011-12                      | モンテレイ                                                             | 2 - 0 1 - 2                  | サントス・ラグナ                 |
| 2012-13                      | モンテレイ                                                             | 0 - 0 4 - 2                  | サントス・ラグナ                 |
| 2013-14                      | クルス・アスル                                                         | 0 - 0 AG 1 - 1 AG            | トルーカ                         |
| 2014-15                      | クラブ・アメリカ                                                       | 1 - 1 4 - 2                  | モントリオール・インパクト       |
| 2015-16                      | クラブ・アメリカ                                                       | 2 - 0 2 - 1                  | UANLティグレス                   |
| 2016-17                      | パチューカ                                                             | 1 - 1 1 - 0                  | UANLティグレス                   |
| 2018                         | グアダラハラ                                                           | 2 - 1 1 - 2 aet (PK 4 - 2)   | トロントFC                       |
| 2019                         | モンテレイ                                                             | 1 - 0 1 - 1                  | UANLティグレス                   |
| 2020                         | UANLティグレス                                                         | 2 - 1                        | ロサンゼルスFC                   |
| 2021                         | モンテレイ                                                             | 1 - 0                        | クラブ・アメリカ                 |
| 2022                         | シアトル・サウンダーズ                                                 | 2 - 2 3 - 0                  | UNAMプーマス                     |
| 2023                         | レオン                                                                 | 2 - 1 1 - 0                  | ロサンゼルスFC                   |
| CONCACAFチャンピオンズカップ |                                                                        |                              |                                  |
| 2024                         | パチューカ                                                             | 3 - 0                        | コロンバス・クルー               |
| 2025                         | クルス・アスル                                                         | 5 - 0                        | バンクーバー・ホワイトキャップス |

※注
- ^1 対戦相手の出場辞退、または出場資格停止により決勝戦は実施されず
- ^2 優勝は決勝リーグにより決められたため、決勝戦は実施されず
- ^3 決勝トーナメントが中止になったため、北米、中米、カリブ海の各ゾーンの勝者が優勝となった

## 統計

### クラブ別成績
| クラブ名                         | 優 | 準 | 優勝年度                           | 準優勝年度               |
| -------------------------------- | -- | -- | ---------------------------------- | ------------------------ |
| クルス・アスル                   | 7  | 2  | 1969,1970,1971,1996,1997,2014,2025 | 2009,2010                |
| クラブ・アメリカ                 | 7  | 1  | 1977,1987,1990,1992,2006,2015,2016 | 2021                     |
| パチューカ                       | 6  | 0  | 2002,2007,2008,2010,2017,2024      |                          |
| モンテレイ                       | 5  | 0  | 2011,2012,2013,2019,2021           |                          |
| UNAMプーマス                     | 3  | 2  | 1980,1982,1989                     | 2005,2022                |
| サプリサ                         | 3  | 2  | 1993,1995,2005                     | 2004,2008                |
| トルーカ                         | 2  | 3  | 1968,2003                          | 1998,2006,2014           |
| トランスファール                 | 2  | 3  | 1973,1981                          | 1974,1975,1986           |
| アラフエレンセ                   | 2  | 3  | 1986,2004                          | 1971,1992,1999           |
| グアダラハラ                     | 2  | 2  | 1962,2018                          | 1963,2007                |
| オリンピア                       | 2  | 2  | 1972,1988                          | 1985,2000                |
| ディフェンス・フォース           | 2  | 2  | 1978,1985                          | 1987,1988                |
| アトランテ                       | 2  | 1  | 1983,2009                          | 1994                     |
| UANLティグレス                   | 1  | 3  | 2020                               | 2016,2017,2019           |
| コムニカシオネス                 | 1  | 2  | 1978                               | 1962,1969                |
| ムニシパル                       | 1  | 1  | 1974                               | 1995                     |
| ネカクサ                         | 1  | 1  | 1999                               | 1996                     |
| ロサンゼルス・ギャラクシー       | 1  | 1  | 2000                               | 1997                     |
| レオン                           | 1  | 1  | 2023                               | 1993                     |
| ハイシャン                       | 1  | 0  | 1963                               |                          |
| アリアンサ                       | 1  | 0  | 1967                               |                          |
| アトレティコ・エスパニョール     | 1  | 0  | 1975                               |                          |
| アギラ                           | 1  | 0  | 1976                               |                          |
| ウニベルシダ・デ・グアダラハラ   | 1  | 0  | 1978                               |                          |
| FAS                              | 1  | 0  | 1979                               |                          |
| ヴィオレッテ                     | 1  | 0  | 1984                               |                          |
| プエブラ                         | 1  | 0  | 1991                               |                          |
| カルタヒネス                     | 1  | 0  | 1994                               |                          |
| D.C. ユナイテッド                | 1  | 0  | 1998                               |                          |
| シアトル・サウンダーズ           | 1  | 0  | 2022                               |                          |
| ロビンフッド                     | 0  | 5  |                                    | 1972,1976,1977,1982,1983 |
| ヨン・コロンビア                 | 0  | 2  |                                    | 1967,1979                |
| ピナル・デル・リオ               | 0  | 2  |                                    | 1989,1990                |
| モナルカス・モレリア             | 0  | 2  |                                    | 2002,2003                |
| サントス・ラグナ                 | 0  | 2  |                                    | 2012,2013                |
| ロサンゼルスFC                   | 0  | 2  |                                    | 2020,2023                |
| ウニベルシダ                     | 0  | 1  |                                    | 1980                     |
| アトレティコ・マルテ             | 0  | 1  |                                    | 1981                     |
| ポリス                           | 0  | 1  |                                    | 1991                     |
| レアル・ソルトレイク             | 0  | 1  |                                    | 2011                     |
| CFモントリオール                 | 0  | 1  |                                    | 2015                     |
| トロントFC                       | 0  | 1  |                                    | 2018                     |
| コロンバス・クルー               | 0  | 1  |                                    | 2024                     |
| バンクーバー・ホワイトキャップス | 0  | 1  |                                    | 2025                     |

注：優勝年度及び準優勝年度は、優勝が決定した年を並べている。例えば、2008-09年度王者は2009年としている。

### クラブ所在国別成績
| 国・地域名           | 優 | 準 |
| -------------------- | -- | -- |
| メキシコ             | 40 | 20 |
| コスタリカ           | 6  | 5  |
| アメリカ合衆国       | 3  | 5  |
| エルサルバドル       | 3  | 1  |
| スリナム             | 2  | 8  |
| ホンジュラス         | 2  | 3  |
| グアテマラ           | 2  | 3  |
| トリニダード・トバゴ | 2  | 3  |
| ハイチ               | 2  | 0  |
| カナダ               | 0  | 3  |
| キューバ             | 0  | 2  |
| キュラソー           | 0  | 2  |